# 小八路
小八路（英文：Little 8th Route Army）是中国动画中定格动画类的木偶片，又被称为“小八路英雄”或“小八路军”。

## 背景
这部电影的生产和出品都在文化大革命时期。这部电影的背景是中国共产党领导的国民革命军第八路军。电影的同名故事书也随之出版。

## 故事
中国抗日战争中，日本军队进入中国北方的一个村庄，在那里住着参与抗日运动的儿童团团长虎子。他的妹妹玲玲在日军扫荡时被伤。虎子为了复仇，以及完成上级指派的任务，假意逢迎成为敌人的向导，同时也把自己置于危险中……在虎子、儿童团小伙伴和共产党人的努力下，八路军恢复了粮食供应，得以继续攻击日军。最终，虎子成长为真正的八路军战士。